# Малышев, Михаил Иванович
Михаил Иванович Малышев (26.09.1901 — 16.06.1986) — советский военный деятель, генерал-майор танковых войск (Постановление СНК СССР № 274 от 11.03.1944).

## Начальная биография
Родился 26 сентября 1901 года в деревне Кукушкино (Кокушкино) Покровского уезда Владимирской губернии (ныне Петушинский район, Владимирская область). В РККА Гражданская война 1919 — 1920, Борьба с бандитизмом в Чечне и Ингушетии (1922), Польский поход (сентябрь - октябрь 1939), Советско-финляндская война (1939—1940), Иранский поход (1941), Великая Отечественная война:
Участник битвы за Москву, Сталинградской битвы. Ранен под Сталинградом.

## Военная служба
С 17 марта 1920 года - красноармеец 8-го запасного полка (Владимир). С июня 1920 года - красноармеец 28-й стрелковой дивизии (Владикавказ).
С ноября 1920 по октябрь 1922 года - курсант 12-х Владикавказских пехотных курсов.
С 14 октября 1922 года - вр. командир взвода, с 1 декабря 1922 года - помощник командира взвода, с 1 марта 1923 г. - командир отделения 37-го стрелкового полка 13-й Дагестанской стрелковой дивизии.
С ноября 1923 года - помощник командира взвода, с 4 апреля 1924 года - командир взвода 238-го стрелкового полка 80-й стрелковой дивизии.
С августа 1925 по август 1927 года - слушатель Киевской объединённой школы.
С августа 1927 года - командир взвода полковой школы, ноября 1930 года - командир роты, с ноября 1931 года - начальник боепитания 41-го стрелкового полка 14-й стрелковой дивизии.
С мая 1932 по май 1935 года слушатель основного факультета Военной академии РККА им. М. В. Фрунзе.
Приказом НКО № 00448 от 05.1936 года назначен на должность начальника 1-й (оперативной) части 16-й механизированной бригады. Приказом НКО № 0482 от 15.05.1938 года назначен на должность Заместителя начальника штаба 16-й механизированной бригады (с 1938 г. - 22-й легкотанковой бригады). Приказом НКО № 01061 от 11.03.1940 года назначен командиром 22-го сводного танкового полка 28-го стрелкового корпуса 7-й армии. Приказом НКО № 04109 от 10.09.1940 года назначен начальником штаба 17-й легкотанковой бригады (Закавказский ВО). Приказом НКО № 0013 от 12.03.1941 года назначен начальником штаба 54-й танковой дивизии.

### Великая Отечественная война
Начало Великой Отечественной войны встретил в занимаемой должности. С 15 октября 1941 г. слушатель Академии Генштаба.
Приказом НКО № 04018 от 26.11.1941 года назначен Начальником АБТВ 20-й армии. Армия в составе войск правого фланга Западного фронта с 6 по 25 декабря 1941 года принимала участие в Клинско-Солнечногорской наступательной операции (Московская битва).
Приказом НКО № 01935 от 14.03.1942 года назначен командиром 90-й танковой бригады. 
С 19 ноября 1942 года участвовал в контрнаступлении под Сталинградом. В составе 57-й армии, которой командовал Ф. И. Толбухин, 90-я танковая бригада прорвала фронт противника и повела наступление на Калач. 
Из летописи Великой Отечественной о 90-й танковой бригаде, которой командовал Михаил Малышев: 

«В боях за Варваровку умело сражались танкисты 90-й танковой бригады. Посадив стрелков и саперов на танки, они стремительным ударом выбили врага из населенного пункта и не дали ему возможности эвакуировать склады и ремонтную базу, на которой осталось 64 танка. Противник неоднократно пытался вернуть свои позиции. Но советские воины мужественно отражали его натиск. Экипаж танка «КВ» под командованием лейтенанта Н.Ф. Василеги подбил четыре немецких танка и подавил огонь четырех орудий. Гитлеровцы все же подожгли машину Василеги. Танк горел, но экипаж его продолжал вести огонь до последнего снаряда. Танкисты погибли смертью героев, но не отступили».— 
90-я танковая бригада приняла участие и в уничтожении окруженной группировки противника — 6-й армии Паулюса. 
Ко 2-му февраля 1943 года вся окружённая сталинградская группировка немцев была полностью уничтожена или пленена. За успешные действия 90-я танковая бригада была переименована в 41-ю гвардейскую танковую бригаду. Около двухсот солдат, сержантов и офицеров были награждены орденами и медалями. Командир бригады — двумя орденами Красного Знамени. Ему было присвоено звание полковника. Приказом НКО № 01275 от 02.03.1943 Михаил Малышев был назначен Начальником штаба 3-го гвардейского Котельниковского танкового корпуса. С Котельниковским танковым освобождал Украину, Белоруссию, Литву и Латвию, участвовал в завершающей Берлинской операции. С 10 декабря 1944 года - и.д. Заместителя командира 3-го гв. танкового корпуса. Стал генерал-майором. Удостоен многих наград. Завершил войну в Висмаре, где 3 мая 1945 года корпус встретился с союзными английскими войсками.

### После войны
С 31 октября 1945 года - Командир 26-й гв. механизированной дивизии 132-го стрелкового корпуса 43-й армии. Приказом МВС № 0696 от 21.09.1946 г. назначен начальником штаба 5-й гв. механизированной армии. Приказом МВС № 01051 от 08.1948 года назначен Командующим БТ и МВ 4-й армии. 10 июня 1950 года убыл на учёбу. С 12 июня 1950 по 4 июля 1951 года - слушатель Высших академических курсов при Высшей военной академии им. Ворошилова. С 7 июля 1951 года - командующий, он же начальник отделения БТ и МВ штаба Архангельского (Беломорского) ВО. Приказом МО СССР № 06422 от 14.11.1953 года назначен помощником командующего войсками 4-й армии по танковому вооружению. С 11 сентября 1954 г. - и.д. старшего преподавателя кафедры БТ иМВ, с 15 сентября 1956 года и.д. старшего преподавателя кафедры стратегии и оперативного искусства Высшей военной академии им. Ворошилова. С 28 сентября 1956 года в распоряжении ГУК. Приказом МО СССР № 05622 от 14.12.1956 года уволен в запас по ст. 59б. Жил в Москве. Умер 16 июня 1986 года.

### Воинские звания
майор (Приказ НКО № 167/п от 28.01.1938), подполковник (Приказ НКО № 0945 от 08.04.11941), полковник (Приказ НКО № 05525 от 23.08.1942), ген.-майор т/в (Постановление СНК СССР № 274 от 11.03.1944).

## Награды
- Орден Ленина (06.11.1945)[6][2].
- пять орденов Красного Знамени (14.02.1943, 22.02.1943, 03.11.1944, 06.06.1945, 15.11.1950)[7].
- Орден Суворова II степени (10.04.1945).
- орден Отечественной войны I степени (14.11.1943)[8][2].

- Медаль «XX лет РККА» (1938)

- Медаль «За оборону Москвы» (04.04.1945)[9][2].
- Медаль «За оборону Сталинграда» (04.04.1945)[10][2].
- Медаль «За победу над Германией в Великой Отечественной войне 1941—1945 гг.» (09.05.1945),

- Юбилейная медаль «30 лет Советской Армии и Флота» (1948)[2].
- Иностранные награды: польская медаль «За освобождение Польши», польская медаль «За Одер - Нису - Балку».

## Память
- На могиле установлен надгробный памятник
- Его имя увековечено в Главном Храме Вооружённых сил России, и навсегда запечатлено на мемориале «Дорога памяти»[2].